# Acquis de l'Union européenne
L'acquis de l'Union européenne est, en droit de l'Union européenne (UE), l'ensemble du corpus juridique de l'Union européenne (UE), c'est-à-dire à la somme des droits et obligations juridiques qui lient les États membres de l'Union européenne.
Le critère de l'acquis de l'UE (« acquis communautaire » jusqu'à l'entrée en vigueur en 2009 du traité de Lisbonne) étant l'un des trois critères de Copenhague avec le critère politique et le critère économique, les pays candidats doivent transposer l'acquis de l'UE dans leur législation nationale et l'appliquer au plus tard le jour de leur adhésion effective à l'Union.
Selon le glossaire des synthèses de la législation de l'UE,,

« l'acquis de l'UE évolue continuellement au fil du temps et comprend :
- la teneur, les principes et les objectifs politiques des traités de l'UE ;
- toute législation adoptée pour appliquer ces traités et la jurisprudence développée par la Cour de justice de l'Union européenne ;
- les déclarations et les résolutions adoptées par l'UE ;
- les mesures dans les domaines de la politique étrangère et de sécurité commune et de la justice et des affaires intérieures ;
- les accords internationaux que l'UE conclut, et les accords conclus entre les États membres eux-mêmes en ce qui concerne les activités de l'UE. »

## Chapitres de l'acquis

### Les 31 chapitres (2004-2007)
Au cours du processus de l'élargissement de l'Union européenne, l'acquis a été divisé en 31 chapitres aux fins de négociation entre l'UE et les États candidats à l'adhésion pour l'élargissement à 25 et à 27. Ces 31 chapitres étaient :
- Chapitre 1. Libre circulation des marchandises
- Chapitre 2. Libre circulation des personnes
- Chapitre 3. Libre prestation des services
- Chapitre 4. Libre circulation des capitaux
- Chapitre 5. Droit des sociétés
- Chapitre 6. Politique de la concurrence
- Chapitre 7. Agriculture
- Chapitre 8. Pêche
- Chapitre 9. Politique des transports
- Chapitre 10. Fiscalité
- Chapitre 11. L'Union économique et monétaire
- Chapitre 12. Statistiques
- Chapitre 13. Politique sociale et emploi
- Chapitre 14. Énergie
- Chapitre 15. Politique industrielle
- Chapitre 16. Les petites et moyennes entreprises
- Chapitre 17. Science et recherche
- Chapitre 18. Éducation et formation
- Chapitre 19. Télécommunications et technologies de l'information
- Chapitre 20. Culture et politique audiovisuelle
- Chapitre 21. Politique régionale et coordination des instruments structurels
- Chapitre 22. Environnement
- Chapitre 23. Les consommateurs et protection de la santé
- Chapitre 24. La coopération dans le domaine de la justice et des affaires intérieures
- Chapitre 25. Union douanière
- Chapitre 26. Relations extérieures
- Chapitre 27. Politique étrangère et de sécurité commune (PESC)
- Chapitre 28. Contrôle financier
- Chapitre 29. Dispositions financières et budgétaires
- Chapitre 30. Institutions
- Chapitre 31. Autres

### Les 35 chapitres
Aux fins des négociations alors en cours avec la Croatie (qui a adhéré à l'UE en 2013) et la Turquie, l'acquis a été divisé en 35 chapitres dans l'idée de faciliter la négociation des chapitres les plus complexes, de réunir les plus simples, d'implanter certaines politiques dans d'autres chapitres ainsi que d'en renommer certaines. Par ailleurs, depuis la mise en place de la méthodologie révisée d'élargissement en 2020, ces chapitres (hors chapitres 34 et 35) sont regroupés en 6 groupes. Le groupe 1, concernant les fondamentaux, est le premier ouvert et le dernier fermé. Il a par ailleurs été décidé que, outre les critères d'ouverture et de fermeture, les chapitres 23 et 24 recevrait une évaluation intermédiaire (Interim Benchmark Assessment Report, IBAR). La fermeture des chapitres ne peut se faire qu'une fois l'IBAR obtenu.
Ces 6 groupes et 35 chapitres sont :
- Groupe 1 : Fondamentaux
  - Chapitre 23. Appareil judiciaire et droits fondamentaux
  - Chapitre 24. Justice, liberté et sécurité
  - Chapitre 5. Marchés publics
  - Chapitre 18. Statistiques
  - Chapitre 32. Contrôle financier
- Groupe 2 : Marché intérieur
  - Chapitre 1. Libre circulation des biens
  - Chapitre 2. Libre circulation des travailleurs
  - Chapitre 3. Droit d'établissement et libre prestation de services
  - Chapitre 4. Libre circulation des capitaux
  - Chapitre 6. Droit des sociétés
  - Chapitre 7. Droits de propriété intellectuelle
  - Chapitre 8. Politique de la concurrence
  - Chapitre 9. Services financiers
  - Chapitre 28. Protection des consommateurs et de la santé
- Groupe 3 : Compétitivité et croissance inclusive
  - Chapitre 10. Société de l'information et médias
  - Chapitre 16. Fiscalité
  - Chapitre 17. Politique économique et monétaire
  - Chapitre 19. Politique sociale et emploi
  - Chapitre 20. Politique d'entreprise et politique industrielle
  - Chapitre 25. Science et recherche
  - Chapitre 26. Éducation et culture
  - Chapitre 29. Union douanière
- Groupe 4 : Agenda vert et connectivité durable
  - Chapitre 14. Politique des transports
  - Chapitre 15. Énergie
  - Chapitre 21. Réseaux transeuropéens
  - Chapitre 27. Environnement
- Groupe 5 : Ressources, agriculture et cohésion
  - Chapitre 11. Agriculture et développement rural
  - Chapitre 12. Sécurité alimentaire, politique vétérinaire et phytosanitaire
  - Chapitre 13. Pêche
  - Chapitre 22. Politique régionale et coordination des instruments structurels
  - Chapitre 33. Dispositions financières et budgétaires
- Groupe 6 : Relations extérieures
  - Chapitre 30. Relations extérieures
  - Chapitre 31. Politique étrangère, de sécurité et de défense
- Chapitre 34. Institutions
- Chapitre 35. Autres

## Comparaison
Le tableau suivant présente les différences entre les 5e et 6e Élargissements.
| 5e Élargissement                                                             | 6e Élargissement                                                                      |
| ---------------------------------------------------------------------------- | ------------------------------------------------------------------------------------- |
| 1. Libre circulation des marchandises                                        | 1. Libre circulation des biens                                                        |
| 1. Libre circulation des marchandises                                        | 7. Droits de propriété intellectuelle                                                 |
| 2. Libre circulation des personnes                                           | 2. Libre circulation des travailleurs                                                 |
| 2. Libre circulation des personnes                                           | 3. Droit d'établissement et libre prestation de services                              |
| 3. Libre prestation des services                                             | 3. Droit d'établissement et libre prestation de services                              |
| 3. Libre prestation des services                                             | 9. Services financiers                                                                |
| 4. Libre circulation des capitaux                                            | 4. Libre circulation des capitaux                                                     |
| 5. Droit des sociétés                                                        | 6. Droit des sociétés                                                                 |
| 6. La politique de la concurrence                                            | 8. La politique de la concurrence                                                     |
| 6. La politique de la concurrence                                            | 5. Marchés publics                                                                    |
| 7. L'agriculture                                                             | 11. Agriculture et développement rural                                                |
| 7. L'agriculture                                                             | 12. Sécurité alimentaire, politique vétérinaire et phytosanitaire                     |
| 8. Pêche                                                                     | 13. Pêche                                                                             |
| 9. Politique des transports                                                  | 14. Politique des transports                                                          |
| 9. Politique des transports                                                  | 21. Réseaux transeuropéens (une partie seulement)                                     |
| 10. Fiscalité                                                                | 16. Fiscalité                                                                         |
| 11. L'Union économique et monétaire                                          | 17. L'Union économique et monétaire                                                   |
| 12. Statistiques                                                             | 18. Statistiques                                                                      |
| 13. Politique sociale et emploi                                              | 19. Politique sociale et emploi (dont la non-discrimination et l'égalité des chances) |
| 14. Énergie                                                                  | 15. Énergie                                                                           |
| 14. Énergie                                                                  | 21. Réseaux transeuropéens (une partie seulement)                                     |
| 15. Politique industrielle                                                   | 20. Politique d'entreprise et politique industrielle                                  |
| 16. Les petites et moyennes entreprises                                      | 20. Politique d'entreprise et politique industrielle                                  |
| 17. Science et recherche                                                     | 25. Science et recherche                                                              |
| 18. L'éducation et la formation                                              | 26. Éducation et culture 10. Société de l'information et médias                       |
| 19. Télécommunications et technologies de l'information                      | 26. Éducation et culture 10. Société de l'information et médias                       |
| 20. Culture et politique audiovisuelle                                       | 26. Éducation et culture 10. Société de l'information et médias                       |
| 21. Politique régionale et coordination des instruments structurels          | 22. Politique régionale et coordination des instruments structurels                   |
| 22. Environnement                                                            | 27. Environnement                                                                     |
| 23. Les consommateurs et protection de la santé                              | 28. Les consommateurs et protection de la santé                                       |
| 24. La coopération dans le domaine de la justice et des affaires intérieures | 23. Appareil judiciaire et droits fondamentaux                                        |
| 24. La coopération dans le domaine de la justice et des affaires intérieures | 24. Justice, liberté et sécurité                                                      |
| 25. Union douanière                                                          | 29. Union douanière                                                                   |
| 26. Relations extérieures                                                    | 30. Relations extérieures                                                             |
| 27. Politique étrangère et de sécurité commune (PESC)                        | 31. Politique étrangère, de sécurité et de défense                                    |
| 28. Contrôle financier                                                       | 32. Contrôle financier                                                                |
| 29. Dispositions financières et budgétaires                                  | 33. Dispositions financières et budgétaires                                           |
| 30. Institutions                                                             | 34. Institutions                                                                      |
| 31. Autres                                                                   | 35. Autres                                                                            |

## Sources

## Compléments